# Mikjaj Naim
Mikjaj Salim Naim (bułg. Микяй Салим Наим; ur. 4 listopada 1997) – bułgarski zapaśnik startujący w stylu wolnym. Zajął dziewiąte miejsce na mistrzostwach świata w 2021 roku. 
Srebrny medalista mistrzostw Europy w 2023; piąty w 2019, 2021 i 2022. Trzynasty w indywidualnym Pucharze Świata w 2020. Drugi na MŚ U-23 w 2017. Drugi na ME juniorów w 2015 i 2017; trzeci w 2016. Drugi na ME kadetów w 2012; trzeci w 2013 i 2014 roku.